# 新山内駅
新山内駅（しんやまうちえき）は、新潟県新発田市山内にあった、日本国有鉄道赤谷線の駅（廃駅）である。赤谷線廃止に伴い1984年（昭和59年）4月1日に廃止された。

## 歴史
- 1963年（昭和38年）11月15日：赤谷線の駅として開業[1][2]。旅客のみを取り扱う駅員無配置駅[3]。
- 1984年（昭和59年）4月1日：廃止[1]。

## 駅構造
単式ホーム1面1線を有する無人駅であった。

## 駅周辺
- 真木山
- 高知山

## 隣の駅
日本国有鉄道
赤谷線
米倉駅 - 新山内駅 - 赤谷駅